# عبد الرحمن بن عبد اللطيف آل الشيخ
عبد الرحمن بن عبد اللطيف بن عبد الله آل الشيخ (1332 هـ / 1913م - 1406 هـ / 1985م)، هو عبد الرحمن بن عبد اللطيف بن عبد الله بن عبد اللطيف بن عبد الرحمن بن حسن بن محمد بن عبد الوهّاب , أحد أحفاد الشيخ محمد بن عبد الوهّاب. 
ولد في الرياض سنة 1332 هـ , ونشأ على طلب العلم صغيرا فقرأ القرآن على عبد الله بن مفيريج ، ولازم محمد بن إبراهيم آل الشيخ , ثم قرأ على محمد بن عبد العزيز بن عياف آل مقرن مبادئ العلوم ، بعدها انتقل مع والده إلي مكة المكرمة سنة 1353 هـ , وقرأ على مجموعة من العلماء الذين كانوا يفدون إلي مكة المكرمة ، فقرأ على عبد الله بن سليمان المسعري كتاب الكافي في علمي العروض والقوافي , وقرأ على عبد العزيز بن ناصر بن رشيد كتب الفقه , وقرأ على محمد بهجت البيطار الدمشقي أثناء وجوده بالطائف في تفسير ابن كثير , وقرأ على عبد الله الصالح الخلفي أثناء إقامته في الطائف أيضا في الفقه والفرائض.

## نسبه
الشيخ عبد الرحمن من أسرة آل الشيخ المشهورة وهم من آل مشرف عشيرة من المعاضيد من فخذ آل زاخر الذين هم بطن من الوهبة من بني حنظلة من قبيلة بني تميم.

## مؤلفاته
ألف عبد الرحمن بن عبد اللطيف ال الشيخ عدة كتب منها:
- دعوة الشيخ ومناصروها.
- علماء الدعوة.
- نسب آل سعود.
- مشاهير علماء نجد وغيرهم